# フィラッハ通り魔殺傷事件
フィラッハ通り魔殺傷事件（フィラッハとおりまさっしょうじけん）は、2025年2月15日の昼下がりにオーストリアの都市フィラッハで、23歳のシリア人が居合わせた歩行者6人を対象として起こした通り魔刺傷事件。これにより、14歳の少年が死亡し、他の5人が負傷した。

## 事件概要

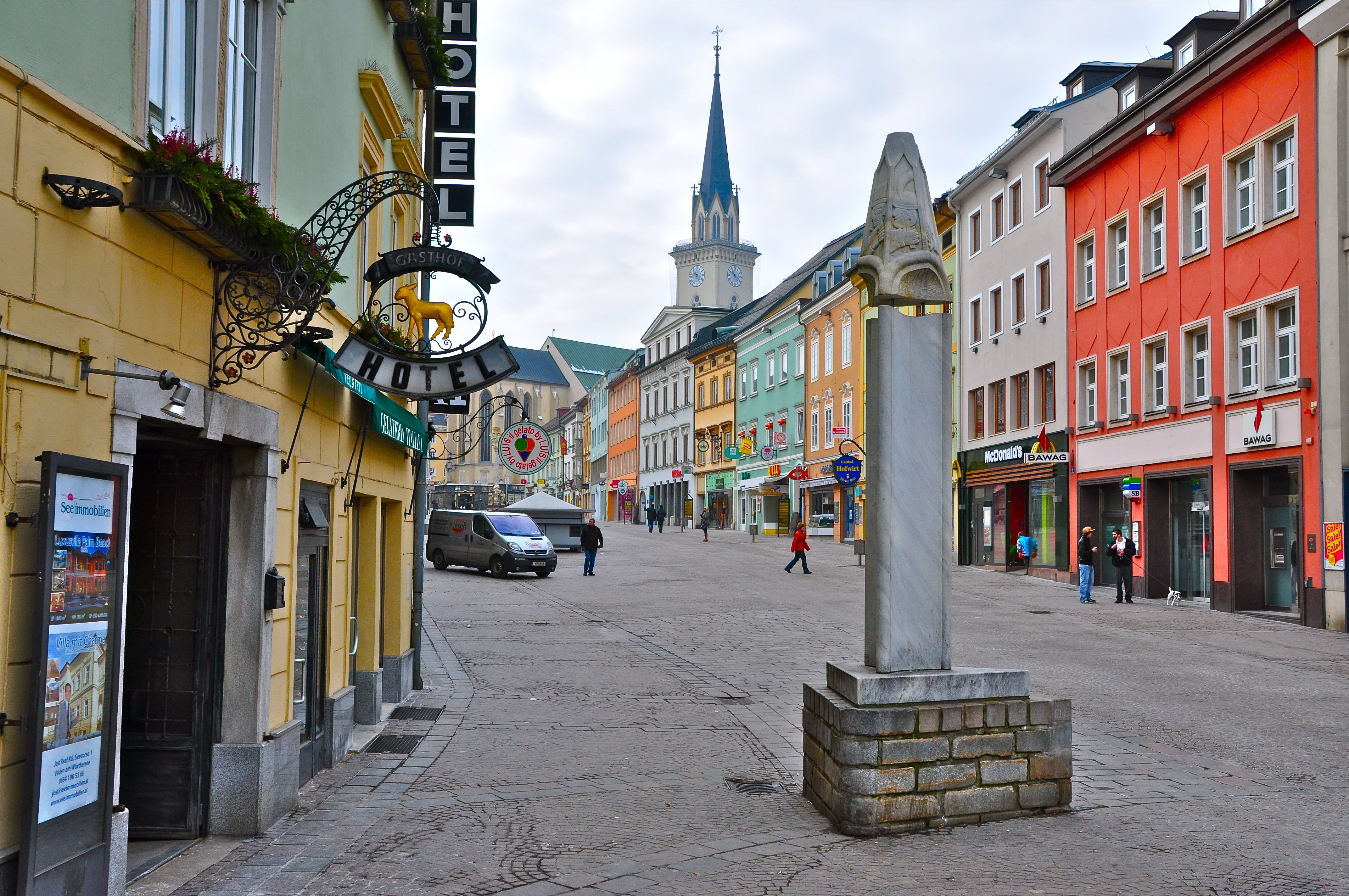
事件が発生した目抜き通り

現地時間（中央ヨーロッパ時間）の15時33分、オーストリア南部の都市フィラッハの由緒ある中心市街にて、男は歩行者を刃渡り10センチの折りたたみナイフで無差別に攻撃し始めた。当時現場付近には、車両に乗っていた同じくシリア出身の食料配達員がおり、犯行を目撃すると、さらなる凶行を防ぐべく車を男に衝突させた。この行動は、後に警察当局の報道官であるライネア・ディオニーズィオ（Rainer Dionisio）によって、被害の範囲を窄める一助となったものとして評価を受けることとなった。この襲撃により、14歳の少年が死亡、15歳から36歳の5人が負傷、負傷者の3人が集中治療室に入った。なお、負傷者の中にはトルコ人も1人含まれている。

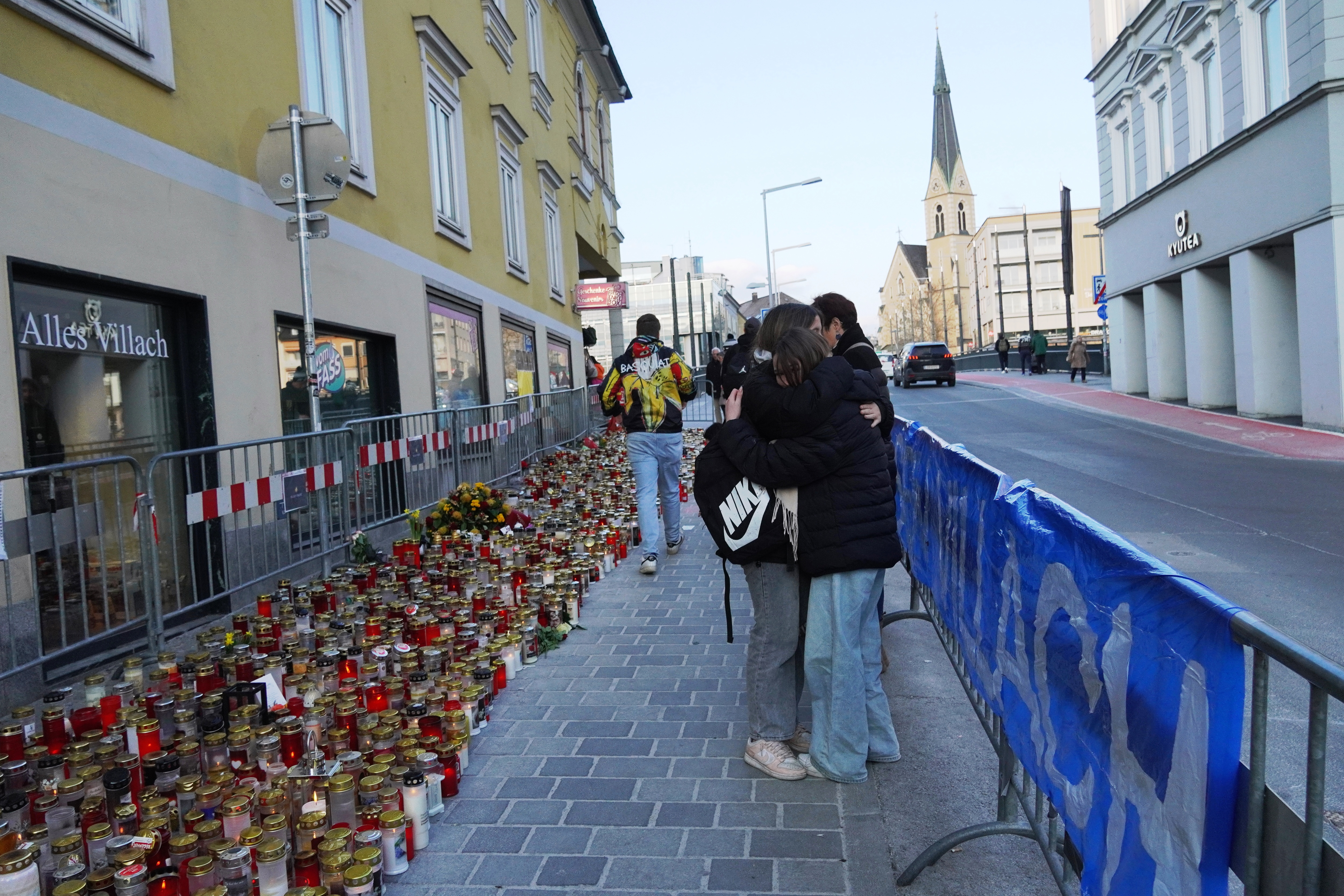
現場近くのお供え物・献花

## 犯人について
通報からわずか7分、当局は23歳のシリア人アフマド・G（Ahmad G.）を拘束し、さらなる容疑者の可能性について積極的な捜査を行った。 目撃者や駆けつけた警官によると、男は「アッラーフ・アクバル」と叫び、タウヒードを象徴する、人差し指を立てて右手を上げるジェスチャーをとったという。事件直後、ディオニーズィオ報道官は公共放送ORF（オーストリア放送協会）の取材に応じ、容疑者の動機がイスラーム過激派なのか、単独犯なのか、捜査当局はまだ断定しておらず、潜在的な共犯者の捜索を続けていることを明らかにしていた。
男は襲撃当時、オーストリアの在留資格を持っていた。 襲撃の翌日、フィラッハで開かれた会議で、ゲルハルト・カルナー内相は、男がイスラム過激派の動機に影響され、短期間でネット上で過激化した後にイスラム国（ISIL）とつながっており、彼のアパートからはイスラム国の旗が見つかったと明らかにし、「この街で罪のない人々を無差別に刺したイスラム主義犯への瞋恚」を表明した。 また、警察はこの後に、容疑者がイスラム国への忠誠を誓うようすを収めた動画を回収した。事件を受け、前年9月の議会選で第1党となった極右政党・自由党のキクル党首は「（難民申請を）厳しく取り締まる必要がある」と表明した。